# Erbaa

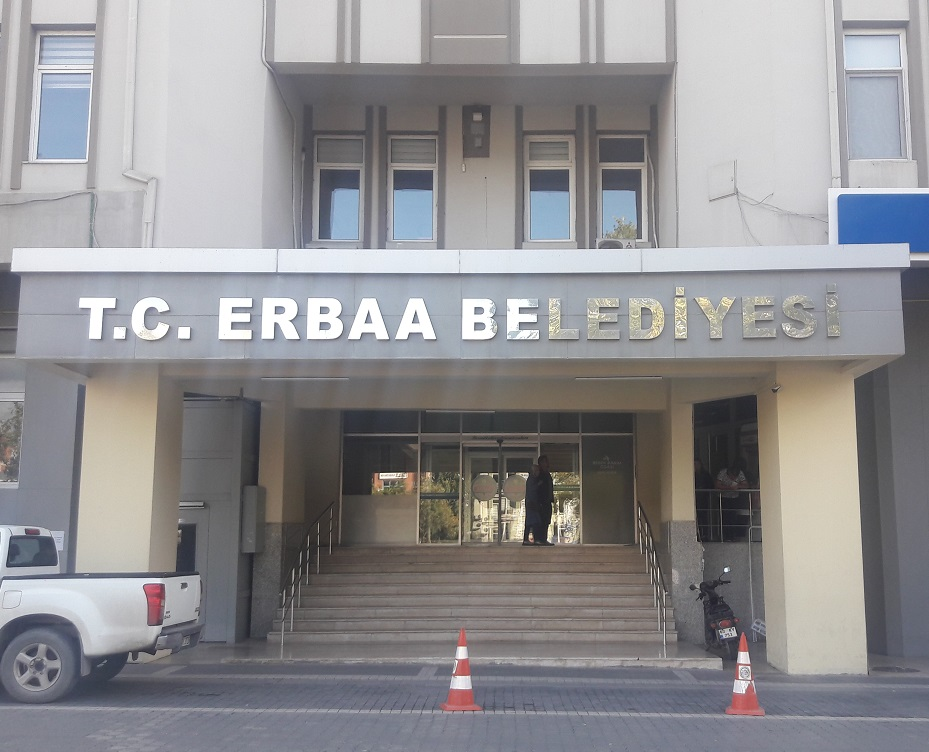
Municipal building of Erbaa

Erbaa là một huyện thuộc tỉnh Tokat, Thổ Nhĩ Kỳ. Huyện có diện tích 1179 km² và dân số thời điểm năm 2007 là 95658 người, mật độ 81 người/km².